# John F. Kennedy International Airport
John F. Kennedy International Airport (IATA: JFK, ICAO: KJFK, FAA LID: JFK), är New Yorks största internationella flygplats i New York i USA. Den styrs av hamnmyndigheten (Port Authority of New York and New Jersey) i New York och New Jersey, som även har Newark Liberty, LaGuardia och Teterboro Airport, den sistnämnda endast för privatflyg.
JFK ligger i Jamaica, Queens, cirka 24 km sydost om Manhattan.

## Historik
Flygplatsen anlades på en golfbana som hette Idlewild Beach Golf Course. Den började anläggas 1942 och projektnamnet var inledningsvis Idlewild Airport. Under visst motstånd byttes projektets namn till Major General Alexander E. Anderson Airport efter en general som var bördig från området och precis hade avlidit. När flygplatsen öppnade 1948 fick den namnet New York International Airport, Anderson Field, men namnet Idlewild hade blivit etablerat som namn och användes genomgående inofficiellt. Flygplatsen fick namnet John F. Kennedy International Airport efter president John F. Kennedy den 23 december 1963 som mördats tidigare samma år.
Från början var den bara 4 km² stor men är idag New Yorks största flygplats fast den är också den yngsta. 
Flygplatsen fick med tiden överta allt mer trafik från LaGuardia som ansågs ligga för nära staden för att ta emot de stora jetplanen. 1975 började Concorde trafikera JFK från London och Paris, de flygningarna upphörde 2003. Idag är dock JFK en överbelastad flygplats som ofta dras med förseningar. Detta har gjort att Newark Liberty International Airport lockat till sig viss trafik.

## Terminaler

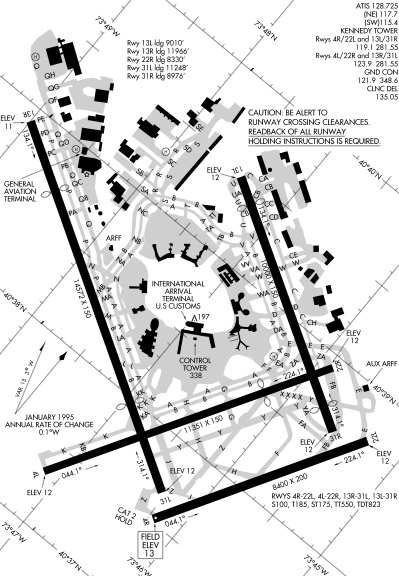
En karta över JFK.

JFK har idag totalt nio terminaler (varierar lite på hur man räknar). I flygets tidiga guldålder tilläts de stora flygbolagen bygga egna terminaler som ofta skulle överglänsa konkurrenternas. Detta har skapat en situation där det saknas en gemensam struktur (som i Newarks fall). Ytterligare en anledning till kaoset på JFK är att flygplatsmyndigheten inte äger terminalerna vilket är brukligt. Terminalerna trafikeras av ett tåg, AirTrain JFK som binder samman terminalerna med tunnelbanan, LIRR och parkeringar.
Terminal 1 är en internationell terminal som trafikeras av större bolag som Air France, Lufthansa, Air China, Aeromexico och Alitalia. Terminal 1 är en av de nyaste terminalerna och invigdes nybyggd år 1998 (tidigare låg här det nu nedlagda Eastern Airlines terminal). Den bekostades av fyra flygbolag, Air France, Lufthansa, Korean Air och Japan Airlines. Även Norwegian från maj 2013 till London-Gatwick, Oslo-Gardermoen, Stockholm-Arlanda, Köpenhamn och Bergen
Terminal 2 byggdes 1962 och köptes av Delta Air Lines efter Pan Ams konkurs. Idag används den främst för Delta Air Lines.
Terminal 3 är Delta Air Lines största terminal på JFK. här avgår deras flyg till Europa. Här återfinns också andra bolag som Aeroflot.
Terminal 4 inviges år 2001 och är idag den största internationella terminalen, den är öppen dygnet runt. Här avgår en mängd flygbolag som Singapore Airlines, Swiss, Air Serbia, Etihad, Virgin Atlantic, El Al, och Emirates.
Terminal 5 är tillfälligt stängd. Terminal 5 var TWA:s stora terminal innan konkursen. Den är ritad av Eero Saarinen och invigdes 1962. Idag planeras den att ingå i en utbyggd terminal 6 för JetBlue Airways kraftiga expansionsplaner.
Terminal 6 byggdes för National Airlines 1969, sedermera såld till TWA. Idag används den för JetBlue Airways som dock planerar att bygga om den kraftigt. 

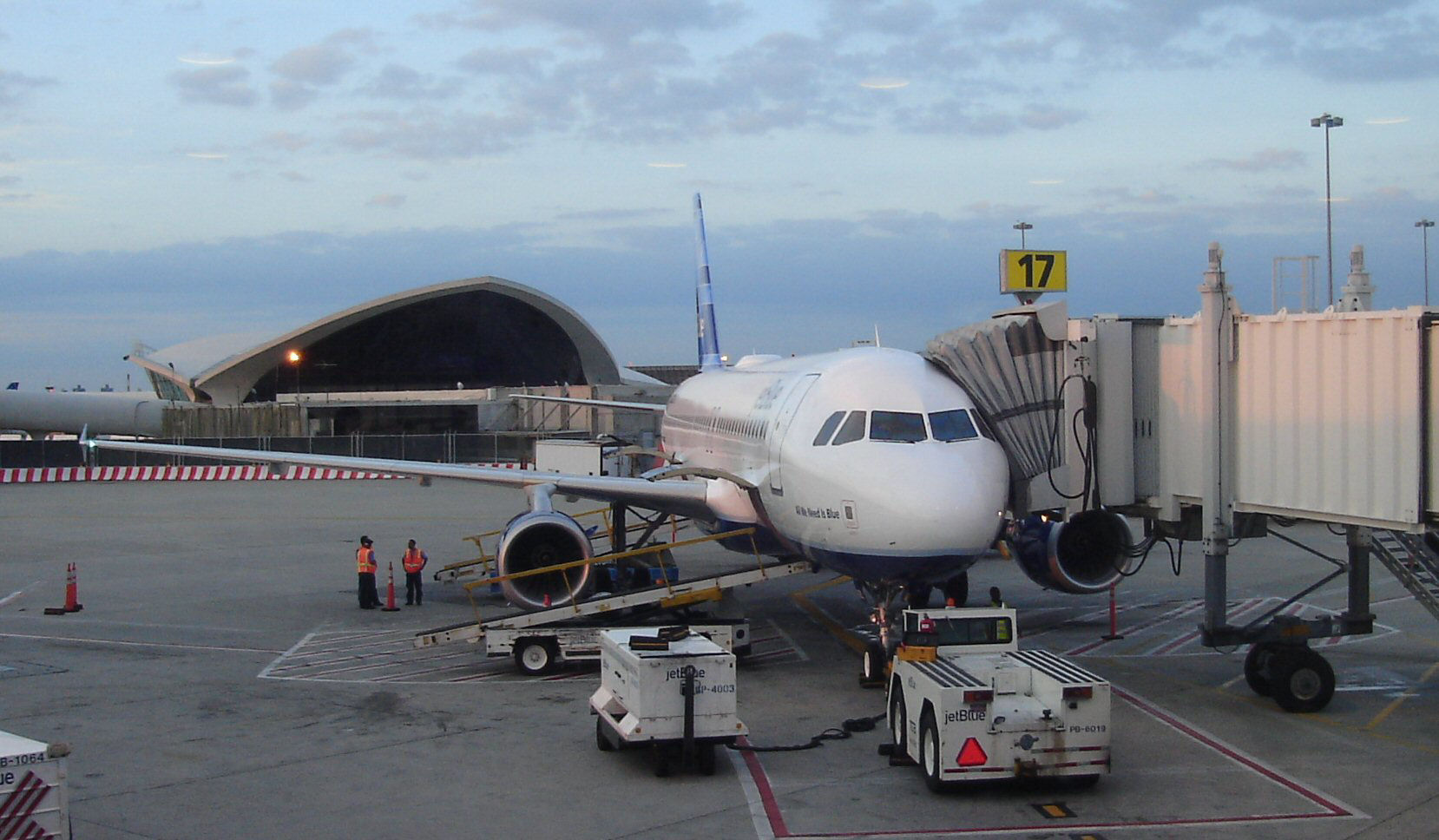
Ett JetBlue Airways plan vid terminal 6, terminal 5 syns i bakgrunden.

Terminal 7 byggd 1970, ombyggd 1991 och 2003. Byggdes för British Airways och de använder den fortfarande. Har återfinns också United Airlines, US Airways, Air Canada, All Nippon Airways, Iberia, Qantas, Icelandair, Aerolineas Argentinas, m.fl.
Terminal 8 och 9 är egentligen två terminaler som ska byggas om/ihop till en. De används av American Airlines för inrikes och utrikes trafik. Båda terminalerna fördigställdes i början av 1960-talet. Finnair använder terminal 9 för sin code share-flight från Helsingfors.